# Don Thompson (Schauspieler)
Don Thompson ist ein kanadischer Schauspieler.

## Leben
Thompson trat Mitte der 1980er Jahre als Fernseh- und Filmschauspieler in Erscheinung. Er übernahm Nebenrollen unter anderen in Filmen wie Seine letzte Chance, Overboard – Ein Goldfisch fällt ins Wasser oder Senior Week, sowie Episodenrollen in Airwolf, MacGyver und 21 Jump Street – Tatort Klassenzimmer. Von 1992 bis 1993 spielte er die Rolle des Officer Luke Jarrett in der Fernsehserie Der Polizeichef – Eis im Blut. Ebenfalls war er von 1998 bis 2001 in einer größeren Rolle als Curtis Waite in der Fernsehserie Auf kalter Spur zu sehen. In verschiedenen Episodenrollen wirkte er mehrere Jahre in den Fernsehserien Akte X – Die unheimlichen Fälle des FBI, Stargate – Kommando SG-1 und Supernatural mit. Von 2005 bis 2009 war er als Specialist 3rd Class Anthony Figurski in der Fernsehserie Battlestar Galactica zu sehen. 2006 übernahm er in der Horrorkomödie Slither – Voll auf den Schleim gegangen die Rolle des Wally und war als Uncle Pat McCallum in der Fernsehserie Blade – Die Jagd geht weiter zu sehen. 2011 war er im Tierhorrorfernsehfilm Ice Road Terror in der Rolle des Dan Sparkman zu sehen. Von 2011 bis 2012 mimte er in sechs Episoden der Fernsehserie The Killing die Rolle des Janek Kovarsky.
Er ist in Vancouver wohnhaft.

## Filmografie (Auswahl)
- 1986: Seine letzte Chance (The Christmas Star)
- 1987: Airwolf (Fernsehserie, Episode 1x01)
- 1987: Overboard – Ein Goldfisch fällt ins Wasser (Overboard)
- 1987: Senior Week
- 1988–1990: MacGyver (Fernsehserie, 2 Episoden, verschiedene Rollen)
- 1989–1990: 21 Jump Street – Tatort Klassenzimmer (21 Jump Street, Fernsehserie, 2 Episoden, verschiedene Rollen)
- 1990: Booker (Fernsehserie, Episode 1x11)
- 1990: Sky High (Fernsehfilm)
- 1990: Bordertown (Fernsehserie, Episode 2x15)
- 1990: Strandpiraten (The Beachcombers, Fernsehserie, Episode 19x11)
- 1991: Nur die See kennt die Wahrheit (And the Sea Will Tell, Fernsehfilm)
- 1991–1992: Neon Rider (Fernsehserie, 2 Episoden)
- 1992: Knight Moves – Ein mörderisches Spiel (Knight Moves)
- 1992: The Comrades of Summer (Fernsehfilm)
- 1992–1993: Der Polizeichef – Eis im Blut (The Commish, Fernsehserie, 3 Episoden)
- 1993: Du lügst (Liar, Liar, Fernsehfilm)
- 1993: Herz in Fesseln (Without a Kiss Goodbye, Fernsehfilm)
- 1993: Das Gesetz der Straße (Street Justice, Fernsehserie, Episode 2x22)
- 1993: Cobra (Fernsehserie, Episode 1x03)
- 1993–1998: Akte X – Die unheimlichen Fälle des FBI (The X-Files, Fernsehserie, 4 Episoden, verschiedene Rollen)
- 1994: The Diary of Evelyn Lau (Fernsehfilm)
- 1994: Spurlos verschwunden – Wo ist meine Schwester? (The Disappearance of Vonnie, Fernsehfilm)
- 1994: Wenn die Liebe den Tod besiegt (Max)
- 1995: Die Bestie im weißen Kittel (Exquisite Tenderness)
- 1995: Lederstrumpf (Hawkeye, Fernsehserie, Episode 1x14)
- 1995: Strange Luck – Dem Zufall auf der Spur (Strange Luck, Fernsehserie, Episode 1x05)
- 1995: Bye Bye Birdie (Fernsehfilm)
- 1996: Jagdgründe des Verbrechens (The Limbic Region, Fernsehfilm)
- 1996: Mother Trucker: The Diana Kilmury Story (Fernsehfilm)
- 1996: Gejagt – Das zweite Gesicht (Two, Fernsehserie, Episode 1x07)
- 1996: Poltergeist – Die unheimliche Macht (Poltergeist: The Legacy, Fernsehserie, Episode 1x03)
- 1997: Mein Chef: Das Schwein! (Badge of Betrayal, Fernsehfilm)
- 1997: Madison (Fernsehserie, Episode 5x08)
- 1998: Dead Man’s Gun (Fernsehserie, Episode 1x14)
- 1998: Spree (Fernsehfilm)
- 1998: Die Angst jeder Mutter (Every Mother’s Worst Fear, Fernsehfilm)
- 1998: Das Netz – Todesfalle Internet (The Net, Fernsehserie, Episode 1x08)
- 1998: Outer Limits – Die unbekannte Dimension (The Outer Limits, Fernsehserie, Episode 4x02)
- 1998–2001: Auf kalter Spur (Cold Squad, Fernsehserie, 3 Episoden)
- 1999: First Wave – Die Prophezeiung (First Wave, Fernsehserie, Episode 1x19)
- 1999: Poltergeist – Die unheimliche Macht (Poltergeist: The Legacy, Fernsehserie, Episode 4x01)
- 1999: Digital Virus – Killer aus dem System (Fatal Error, Fernsehfilm)
- 1999: Die neue Addams Familie (The New Addams Family, Fernsehserie, Episode 1x56)
- 1999: Da Vinci’s Inquest (Fernsehserie, Episode 2x04)
- 2000: The Inspectors – Zerrissene Beweise (The Inspectors 2: A Shred of Evidence, Fernsehfilm)
- 2000: Outer Limits – Die unbekannte Dimension (The Outer Limits, Fernsehserie, Episode 6x10)
- 2000: Take Me Home: The John Denver Story (Fernsehfilm)
- 2000: Survivor – Die Überlebende (Sole Survivor, Fernsehfilm)
- 2000: Freedom (Fernsehserie, Episode 1x01)
- 2000: Hollywood Off-Ramp (Fernsehserie, Episode 1x22)
- 2001: Strange Frequency (Fernsehfilm)
- 2001: Night Visions (Fernsehserie, Episode 1x07)
- 2001: Strange Frequency (Fernsehserie, Episode 1x06)
- 2001: Stargate – Kommando SG-1 (Stargate SG-1, Fernsehserie, Episode 5x12)
- 2002: Due East (Fernsehfilm)
- 2002: Bang, Bang, Du bist tot (Bang, Bang, You’re Dead)
- 2002: Das andere Leben meiner Tochter (The Secret Life of Zoey, Fernsehfilm)
- 2002: Taken (Mini-Serie, 2 Episoden)
- 2002–2004: The Chris Isaak Show (Fernsehserie, 2 Episoden, verschiedene Rollen)
- 2002–2004: Smallville (Fernsehserie, 2 Episoden)
- 2003: Just Cause (Fernsehserie, Episode 1x14)
- 2004: Kingdom Hospital (Fernsehserie, Episode 1x01)
- 2004: Perfect Romance (Fernsehfilm)
- 2004: The Life (Fernsehfilm)
- 2005: The L Word – Wenn Frauen Frauen lieben (The L Word, Fernsehserie, Episode 2x12)
- 2005: Masters of Horror (Fernsehserie, Episode 1x07)
- 2005: Supernatural (Fernsehserie, Episode 1x09)
- 2005–2009: Battlestar Galactica (Fernsehserie, 9 Episoden)
- 2006: Stargate – Kommando SG-1 (Stargate SG-1, Fernsehserie, Episode 9x14)
- 2006: Slither – Voll auf den Schleim gegangen (Slither)
- 2006: Blade – Die Jagd geht weiter (Blade: The Series, Fernsehserie, 5 Episoden)
- 2006: Love and Lies
- 2006: Rapid Fire – Der Tag ohne Wiederkehr (Rapid Fire, Fernsehfilm)
- 2007: Unsichtbar – Zwischen zwei Welten (The Invisible)
- 2007: The Bad Son (Fernsehfilm)
- 2007: Sanctuary (Mini-Serie, Episode 1x02)
- 2007: Eureka – Die geheime Stadt (Eureka, Fernsehserie, Episode 2x02)
- 2007: Psych (Fernsehserie, Episode 2x05)
- 2007: Dragon Boys (Fernsehserie, 2 Episoden)
- 2008: Monster Village – Das Dorf der Verfluchten (Ogre, Fernsehfilm)
- 2008: Men in Trees (Fernsehserie, Episode 2x15)
- 2008: Robson Arms (Fernsehserie, Episode 3x06)
- 2008: Passengers
- 2009: Watchmen – Die Wächter (Watchmen)
- 2009: Angel and the Bad Man (Fernsehfilm)
- 2009: Year of the Carnivore
- 2011: Space Transformers – Angriff aus dem All (Iron Invader, Fernsehfilm)
- 2011: Red Riding Hood – Unter dem Wolfsmond (Red Riding Hood)
- 2011: Bringing Ashley Home (Fernsehfilm)
- 2011: Ice Road Terror (Fernsehfilm)
- 2011: Vergiss mich nicht! (Good Morning, Killer, Fernsehfilm)
- 2011–2012: The Killing (Fernsehserie, 6 Episoden)
- 2013: Supernatural (Fernsehserie, Episode 8x11)
- 2013: Delete (Mini-Serie, 2 Episoden)
- 2013: Horns – Für sie geht er durch die Hölle (Horns)
- 2014: Arctic Air (Fernsehserie, Episode 3x02)
- 2014: The Dollanganger Saga (Mini-Serie, Episode 1x01)
- 2014: Das Weihnachtsgeheimnis (The Christmas Secret, Fernsehfilm)